# Ministero dell'integrazione europea (Albania)
Il Ministero dell'integrazione europea (in albanese Ministria e Integrimit Europian) è stato un dicastero del governo albanese, responsabile dell'integrazione dell'Albania nell'Unione europea.
Il 13 settembre 2017 il ministero è stato abolito e integrato nel Ministero per l'Europa e gli affari esteri.

## Storia
Il 2 ottobre 1998, per far fronte all'aumento del carico di lavoro nel processo di adesione dell'Albania all'Unione europea e alla NATO, il primo governo di Pandeli Majko, ha nominato Maqo Lakrori come Segretario di Stato per l'integrazione euro-atlantica. Lakrori rimase in carica fino al 25 ottobre 1999.
Con il ritorno di Pandeli Majko come Primo ministro il 22 febbraio 2002, è stato istituito il Ministero dell'Integrazione euro-atlantica. Il cui ministro responsabile era Marko Bello.
Dalla fondazione dell'istituzione, il Ministero per l'integrazione europea è stato riorganizzato fondendosi con altri ministeri, facendo così cambiare il suo nome più volte. Questo elenco riflette le modifiche apportate dal 2002:
- Ministero dell'integrazione euro-atlantica (Ministria e Integrimit Euroatlantik) dal 2002 al 2005
- Ministero dell'integrazione (Ministria e Integrimit) dal 2005 al 2013
- Ministero dell'integrazione europea (Ministria e Integrimit Europian) dal 2013 al 2017 (sciolto)

Il ministero è stato sciolto nel settembre 2017. Il dipartimento dell'integrazione è stato unito al Ministero per l'Europa e gli affari esteri.

## Ministri (2002–2017)
| N° | Ministro        | Mandato           | Mandato           |
| 1  | Marko Bello     | 22 febbraio 2002  | 25 luglio 2002    |
| 2  | Ermelinda Meksi | 29 luglio 2002    | 1º settembre 2005 |
| 3  | Arenca Trashani | 7 settembre 2005  | 19 marzo 2007     |
| 4  | Majlinda Bregu  | 20 marzo 2007     | 15 settembre 2013 |
| 5  | Klajda Gjosha   | 15 settembre 2013 | 13 settembre 2017 |